# جيلوم نيكلو
جيلوم نيكلو (بالفرنسية: Guillaume Nicloux)‏ هو كاتب وكاتب سيناريو ومخرج وممثل فرنسي، ولد في 3 أغسطس 1966 في فرنسا.

## وصلات خارجية
- جيلوم نيكلو على موقع IMDb (الإنجليزية)
- جيلوم نيكلو على موقع قاعدة بيانات الأفلام العربية
- جيلوم نيكلو على موقع ألو سيني (الفرنسية)
- جيلوم نيكلو على موقع أول موفي (الإنجليزية)
- جيلوم نيكلو على موقع قاعدة بيانات الأفلام السويدية (السويدية)
- جيلوم نيكلو على موقع قاعدة بيانات الفيلم (الإنجليزية)
- جيلوم نيكلو على موقع كينوبويسك (الروسية)